# Tamar Valley Line
Tamar Valley Line – linia kolejowa w hrabstwach Devon i Kornwalia w Anglii, prowadząca z Plymouth do Gunnislake.
Początkowo biegnie przez teren hrabstwa Devon. Prowadzi doliną rzeki Tamar z Plymouth do Gunnislake. Jej długość wynosi 23 km, a czas przejazdu ok. 50 minut. Przejeżdża m.in. przez wiadukt w Calstock. Po drodze jeden przystanek czołowy w Bere Alston. Linia w większości przebiega przez obszar chronionego krajobrazu Area of Outstanding Natural Beauty. Linię obsługuje dziennie 7 kursów wahadłowych.

## Historia
Linia została oddana do użytku na całej długości w r. 1907 i przeznaczona była głównie dla funkcjonujących w tym rejonie kopalń cyny. Kolej oparła się likwidacji w ramach tzw. Beeching Axe ze względu na niedostateczny system dróg w tym rejonie. Planowane jest przedłużenie linii do Tavistock w związku z rozbudową miasta.
24 września 1917 na stacji Bere Ferrers, która znajdowała się wówczas na linii Dartmoor Line i był o wiele bardziej ruchliwa niż obecnie, miał miejsce wypadek. Grupa nowozelandzkich żołnierzy przemieszczająca się z Plymouth do Salisbury korzystając z postoju na stacji, udała się na krótki odpoczynek. Nie przyzwyczajeni do ruchu lewostronnego, wysiedli złą stroną i zostali stratowani przez pociąg ekspresowy. Dziesięć osób zginęło, dwie odniosły obrażenia.

## Stacje na trasie

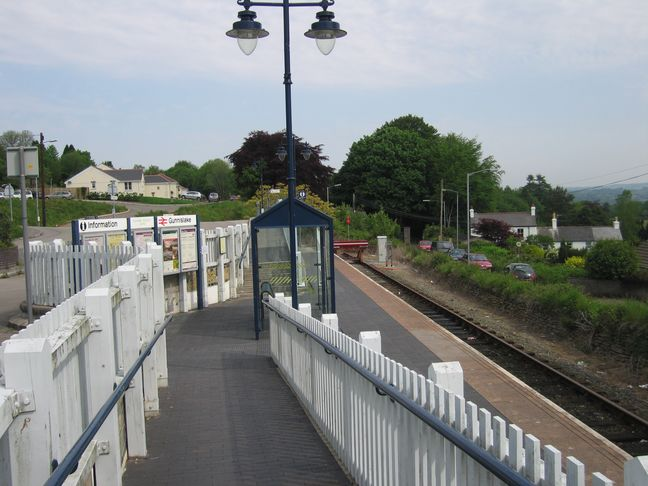
Stacja końcowa w Gunnislake

Początkowo kolej biegnie równolegle z linią Exeter - Plymouth, odchodzi od linii głównej przy Royal Albert Bridge.
- Plymouth
- Devonport
- Dockyard
- Keyham
- St Budeaux Victoria Road
- Bere Ferrers
- Bere Alston
- Calstock
- Gunnislake

## Wykorzystanie linii

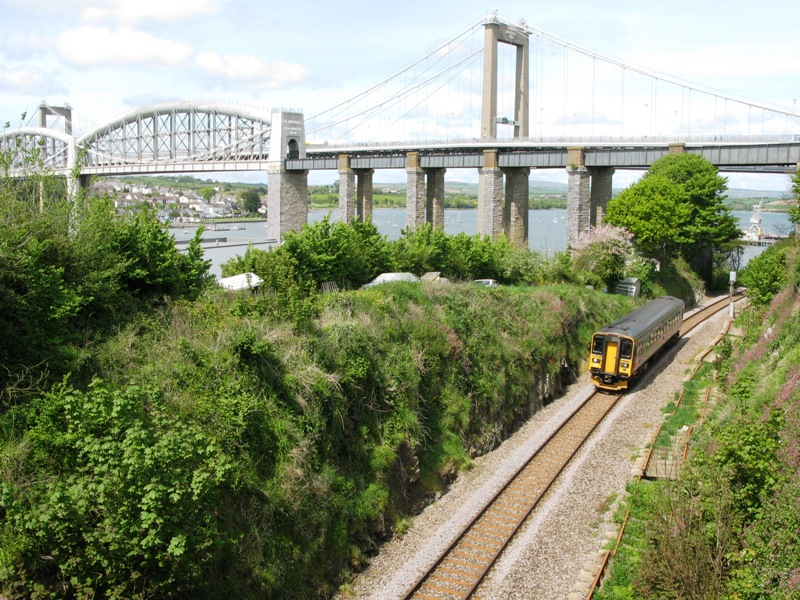
Przejazd pod mostami Tamar Bridge i Royal Albert Bridge

Tabela przedstawia dynamikę przewozów pasażerskich na linii kolejowej. Dane uzyskano ze sprzedaży biletów.
|                  | 2002-03 | 2004-05 | 2005-06 | 2006-07 | 2007-08 |
| ---------------- | ------- | ------- | ------- | ------- | ------- |
| Devonport        | 18,795  | 16,202  | 18,573  | 19,655  | 17,450  |
| Dockyard         | 4,070   | 5,088   | 4,895   | 5,335   | 4,924   |
| Keyham           | 8,957   | 6,374   | 7,594   | 7,976   | 5,050   |
| St Budeaux V. Rd | 5,451   | 5,818   | 6,146   | 5,264   | 5,193   |
| Bere Ferrers     | 17,808  | 12,862  | 11,459  | 10,824  | 10,824  |
| Bere Alston      | 37,944  | 29,552  | 27,263  | 26,866  | 28,936  |
| Calstock         | 25,739  | 24,024  | 21,123  | 23,476  | 26,825  |
| Gunnislake       | 39,009  | 37,190  | 43,885  | 43,676  | 48,747  |

## Turystyka
Linia prowadzi doliną rzeki Tamar i przecina liczne szklaki turystyczne, piesze i rowerowe. W miejscowości Calstock linia przekracza granicę Kornwalii i Devonu przez wiadukt, będący atrakcją turystyczną.